# Ali Karimi (cầu thủ bóng đá, sinh 1994)
Ali Nozar Karimi (tiếng Ba Tư: علی کریمی; sinh ngày 11 tháng 2 năm 1994) là một cầu thủ bóng đá chuyên nghiệp người Iran hiện thi đấu ở vị trí tiền vệ cho câu lạc bộ Kayserispor và đội tuyển quốc gia Iran.